# Темп (шахи)
Темп — одиниця вимірювання часу в шахах, яка дорівнює одному шаховому ходу. Виграти темп означає випередити суперника в розвитку на один хід.
Коли гравець тратить на один хід менше, щоб отримати бажану позицію, він «виграє темп»; і навпаки, коли гравець витрачає один зайвий хід, він «втрачає темп». Аналогічно, коли гравець примушує суперника робити незаплановані ходи, він «виграє темп», тому що опонент робить непотрібні ходи. Хід, що здобуває темп, називають часто «з темпом».
Простим прикладом втрати темпу може бути хід турою з h1 на h5, а потім звідти на h8 на першій діаграмі; хід одразу з h1 на h8 дозволяє досягти однакового результату без втрати темпу. Але гравець не завжди втрачає темп через такі пересування — тура з h5 може створювати якусь загрозу, на яку потрібно реагувати. В цьому випадку, оскільки обидва гравці «втрачають» темп, сумарний результат у термінах часу дорівнює нулю. Але зміна, яка відбувається в позиції, може сприяти одному з гравців.

## Виграш темпу
|   | a | b | c | d | e | f | g | h |   |
| 8 | a8 чорна тура · b8 чорний кінь · c8 чорний слон · e8 чорний король · f8 чорний слон · g8 чорний кінь · h8 чорна тура · a7 чорний пішак · b7 чорний пішак · c7 чорний пішак · e7 чорний пішак · f7 чорний пішак · g7 чорний пішак · h7 чорний пішак · d5 чорний ферзь · a2 білий пішак · b2 білий пішак · c2 білий пішак · d2 білий пішак · f2 білий пішак · g2 білий пішак · h2 білий пішак · a1 біла тура · b1 білий кінь · c1 білий слон · d1 білий ферзь · e1 білий король · f1 білий слон · g1 білий кінь · h1 біла тура | a8 чорна тура · b8 чорний кінь · c8 чорний слон · e8 чорний король · f8 чорний слон · g8 чорний кінь · h8 чорна тура · a7 чорний пішак · b7 чорний пішак · c7 чорний пішак · e7 чорний пішак · f7 чорний пішак · g7 чорний пішак · h7 чорний пішак · d5 чорний ферзь · a2 білий пішак · b2 білий пішак · c2 білий пішак · d2 білий пішак · f2 білий пішак · g2 білий пішак · h2 білий пішак · a1 біла тура · b1 білий кінь · c1 білий слон · d1 білий ферзь · e1 білий король · f1 білий слон · g1 білий кінь · h1 біла тура | a8 чорна тура · b8 чорний кінь · c8 чорний слон · e8 чорний король · f8 чорний слон · g8 чорний кінь · h8 чорна тура · a7 чорний пішак · b7 чорний пішак · c7 чорний пішак · e7 чорний пішак · f7 чорний пішак · g7 чорний пішак · h7 чорний пішак · d5 чорний ферзь · a2 білий пішак · b2 білий пішак · c2 білий пішак · d2 білий пішак · f2 білий пішак · g2 білий пішак · h2 білий пішак · a1 біла тура · b1 білий кінь · c1 білий слон · d1 білий ферзь · e1 білий король · f1 білий слон · g1 білий кінь · h1 біла тура | a8 чорна тура · b8 чорний кінь · c8 чорний слон · e8 чорний король · f8 чорний слон · g8 чорний кінь · h8 чорна тура · a7 чорний пішак · b7 чорний пішак · c7 чорний пішак · e7 чорний пішак · f7 чорний пішак · g7 чорний пішак · h7 чорний пішак · d5 чорний ферзь · a2 білий пішак · b2 білий пішак · c2 білий пішак · d2 білий пішак · f2 білий пішак · g2 білий пішак · h2 білий пішак · a1 біла тура · b1 білий кінь · c1 білий слон · d1 білий ферзь · e1 білий король · f1 білий слон · g1 білий кінь · h1 біла тура | a8 чорна тура · b8 чорний кінь · c8 чорний слон · e8 чорний король · f8 чорний слон · g8 чорний кінь · h8 чорна тура · a7 чорний пішак · b7 чорний пішак · c7 чорний пішак · e7 чорний пішак · f7 чорний пішак · g7 чорний пішак · h7 чорний пішак · d5 чорний ферзь · a2 білий пішак · b2 білий пішак · c2 білий пішак · d2 білий пішак · f2 білий пішак · g2 білий пішак · h2 білий пішак · a1 біла тура · b1 білий кінь · c1 білий слон · d1 білий ферзь · e1 білий король · f1 білий слон · g1 білий кінь · h1 біла тура | a8 чорна тура · b8 чорний кінь · c8 чорний слон · e8 чорний король · f8 чорний слон · g8 чорний кінь · h8 чорна тура · a7 чорний пішак · b7 чорний пішак · c7 чорний пішак · e7 чорний пішак · f7 чорний пішак · g7 чорний пішак · h7 чорний пішак · d5 чорний ферзь · a2 білий пішак · b2 білий пішак · c2 білий пішак · d2 білий пішак · f2 білий пішак · g2 білий пішак · h2 білий пішак · a1 біла тура · b1 білий кінь · c1 білий слон · d1 білий ферзь · e1 білий король · f1 білий слон · g1 білий кінь · h1 біла тура | a8 чорна тура · b8 чорний кінь · c8 чорний слон · e8 чорний король · f8 чорний слон · g8 чорний кінь · h8 чорна тура · a7 чорний пішак · b7 чорний пішак · c7 чорний пішак · e7 чорний пішак · f7 чорний пішак · g7 чорний пішак · h7 чорний пішак · d5 чорний ферзь · a2 білий пішак · b2 білий пішак · c2 білий пішак · d2 білий пішак · f2 білий пішак · g2 білий пішак · h2 білий пішак · a1 біла тура · b1 білий кінь · c1 білий слон · d1 білий ферзь · e1 білий король · f1 білий слон · g1 білий кінь · h1 біла тура | a8 чорна тура · b8 чорний кінь · c8 чорний слон · e8 чорний король · f8 чорний слон · g8 чорний кінь · h8 чорна тура · a7 чорний пішак · b7 чорний пішак · c7 чорний пішак · e7 чорний пішак · f7 чорний пішак · g7 чорний пішак · h7 чорний пішак · d5 чорний ферзь · a2 білий пішак · b2 білий пішак · c2 білий пішак · d2 білий пішак · f2 білий пішак · g2 білий пішак · h2 білий пішак · a1 біла тура · b1 білий кінь · c1 білий слон · d1 білий ферзь · e1 білий король · f1 білий слон · g1 білий кінь · h1 біла тура | 8 |
| 7 | a8 чорна тура · b8 чорний кінь · c8 чорний слон · e8 чорний король · f8 чорний слон · g8 чорний кінь · h8 чорна тура · a7 чорний пішак · b7 чорний пішак · c7 чорний пішак · e7 чорний пішак · f7 чорний пішак · g7 чорний пішак · h7 чорний пішак · d5 чорний ферзь · a2 білий пішак · b2 білий пішак · c2 білий пішак · d2 білий пішак · f2 білий пішак · g2 білий пішак · h2 білий пішак · a1 біла тура · b1 білий кінь · c1 білий слон · d1 білий ферзь · e1 білий король · f1 білий слон · g1 білий кінь · h1 біла тура | a8 чорна тура · b8 чорний кінь · c8 чорний слон · e8 чорний король · f8 чорний слон · g8 чорний кінь · h8 чорна тура · a7 чорний пішак · b7 чорний пішак · c7 чорний пішак · e7 чорний пішак · f7 чорний пішак · g7 чорний пішак · h7 чорний пішак · d5 чорний ферзь · a2 білий пішак · b2 білий пішак · c2 білий пішак · d2 білий пішак · f2 білий пішак · g2 білий пішак · h2 білий пішак · a1 біла тура · b1 білий кінь · c1 білий слон · d1 білий ферзь · e1 білий король · f1 білий слон · g1 білий кінь · h1 біла тура | a8 чорна тура · b8 чорний кінь · c8 чорний слон · e8 чорний король · f8 чорний слон · g8 чорний кінь · h8 чорна тура · a7 чорний пішак · b7 чорний пішак · c7 чорний пішак · e7 чорний пішак · f7 чорний пішак · g7 чорний пішак · h7 чорний пішак · d5 чорний ферзь · a2 білий пішак · b2 білий пішак · c2 білий пішак · d2 білий пішак · f2 білий пішак · g2 білий пішак · h2 білий пішак · a1 біла тура · b1 білий кінь · c1 білий слон · d1 білий ферзь · e1 білий король · f1 білий слон · g1 білий кінь · h1 біла тура | a8 чорна тура · b8 чорний кінь · c8 чорний слон · e8 чорний король · f8 чорний слон · g8 чорний кінь · h8 чорна тура · a7 чорний пішак · b7 чорний пішак · c7 чорний пішак · e7 чорний пішак · f7 чорний пішак · g7 чорний пішак · h7 чорний пішак · d5 чорний ферзь · a2 білий пішак · b2 білий пішак · c2 білий пішак · d2 білий пішак · f2 білий пішак · g2 білий пішак · h2 білий пішак · a1 біла тура · b1 білий кінь · c1 білий слон · d1 білий ферзь · e1 білий король · f1 білий слон · g1 білий кінь · h1 біла тура | a8 чорна тура · b8 чорний кінь · c8 чорний слон · e8 чорний король · f8 чорний слон · g8 чорний кінь · h8 чорна тура · a7 чорний пішак · b7 чорний пішак · c7 чорний пішак · e7 чорний пішак · f7 чорний пішак · g7 чорний пішак · h7 чорний пішак · d5 чорний ферзь · a2 білий пішак · b2 білий пішак · c2 білий пішак · d2 білий пішак · f2 білий пішак · g2 білий пішак · h2 білий пішак · a1 біла тура · b1 білий кінь · c1 білий слон · d1 білий ферзь · e1 білий король · f1 білий слон · g1 білий кінь · h1 біла тура | a8 чорна тура · b8 чорний кінь · c8 чорний слон · e8 чорний король · f8 чорний слон · g8 чорний кінь · h8 чорна тура · a7 чорний пішак · b7 чорний пішак · c7 чорний пішак · e7 чорний пішак · f7 чорний пішак · g7 чорний пішак · h7 чорний пішак · d5 чорний ферзь · a2 білий пішак · b2 білий пішак · c2 білий пішак · d2 білий пішак · f2 білий пішак · g2 білий пішак · h2 білий пішак · a1 біла тура · b1 білий кінь · c1 білий слон · d1 білий ферзь · e1 білий король · f1 білий слон · g1 білий кінь · h1 біла тура | a8 чорна тура · b8 чорний кінь · c8 чорний слон · e8 чорний король · f8 чорний слон · g8 чорний кінь · h8 чорна тура · a7 чорний пішак · b7 чорний пішак · c7 чорний пішак · e7 чорний пішак · f7 чорний пішак · g7 чорний пішак · h7 чорний пішак · d5 чорний ферзь · a2 білий пішак · b2 білий пішак · c2 білий пішак · d2 білий пішак · f2 білий пішак · g2 білий пішак · h2 білий пішак · a1 біла тура · b1 білий кінь · c1 білий слон · d1 білий ферзь · e1 білий король · f1 білий слон · g1 білий кінь · h1 біла тура | a8 чорна тура · b8 чорний кінь · c8 чорний слон · e8 чорний король · f8 чорний слон · g8 чорний кінь · h8 чорна тура · a7 чорний пішак · b7 чорний пішак · c7 чорний пішак · e7 чорний пішак · f7 чорний пішак · g7 чорний пішак · h7 чорний пішак · d5 чорний ферзь · a2 білий пішак · b2 білий пішак · c2 білий пішак · d2 білий пішак · f2 білий пішак · g2 білий пішак · h2 білий пішак · a1 біла тура · b1 білий кінь · c1 білий слон · d1 білий ферзь · e1 білий король · f1 білий слон · g1 білий кінь · h1 біла тура | 7 |
| 6 | a8 чорна тура · b8 чорний кінь · c8 чорний слон · e8 чорний король · f8 чорний слон · g8 чорний кінь · h8 чорна тура · a7 чорний пішак · b7 чорний пішак · c7 чорний пішак · e7 чорний пішак · f7 чорний пішак · g7 чорний пішак · h7 чорний пішак · d5 чорний ферзь · a2 білий пішак · b2 білий пішак · c2 білий пішак · d2 білий пішак · f2 білий пішак · g2 білий пішак · h2 білий пішак · a1 біла тура · b1 білий кінь · c1 білий слон · d1 білий ферзь · e1 білий король · f1 білий слон · g1 білий кінь · h1 біла тура | a8 чорна тура · b8 чорний кінь · c8 чорний слон · e8 чорний король · f8 чорний слон · g8 чорний кінь · h8 чорна тура · a7 чорний пішак · b7 чорний пішак · c7 чорний пішак · e7 чорний пішак · f7 чорний пішак · g7 чорний пішак · h7 чорний пішак · d5 чорний ферзь · a2 білий пішак · b2 білий пішак · c2 білий пішак · d2 білий пішак · f2 білий пішак · g2 білий пішак · h2 білий пішак · a1 біла тура · b1 білий кінь · c1 білий слон · d1 білий ферзь · e1 білий король · f1 білий слон · g1 білий кінь · h1 біла тура | a8 чорна тура · b8 чорний кінь · c8 чорний слон · e8 чорний король · f8 чорний слон · g8 чорний кінь · h8 чорна тура · a7 чорний пішак · b7 чорний пішак · c7 чорний пішак · e7 чорний пішак · f7 чорний пішак · g7 чорний пішак · h7 чорний пішак · d5 чорний ферзь · a2 білий пішак · b2 білий пішак · c2 білий пішак · d2 білий пішак · f2 білий пішак · g2 білий пішак · h2 білий пішак · a1 біла тура · b1 білий кінь · c1 білий слон · d1 білий ферзь · e1 білий король · f1 білий слон · g1 білий кінь · h1 біла тура | a8 чорна тура · b8 чорний кінь · c8 чорний слон · e8 чорний король · f8 чорний слон · g8 чорний кінь · h8 чорна тура · a7 чорний пішак · b7 чорний пішак · c7 чорний пішак · e7 чорний пішак · f7 чорний пішак · g7 чорний пішак · h7 чорний пішак · d5 чорний ферзь · a2 білий пішак · b2 білий пішак · c2 білий пішак · d2 білий пішак · f2 білий пішак · g2 білий пішак · h2 білий пішак · a1 біла тура · b1 білий кінь · c1 білий слон · d1 білий ферзь · e1 білий король · f1 білий слон · g1 білий кінь · h1 біла тура | a8 чорна тура · b8 чорний кінь · c8 чорний слон · e8 чорний король · f8 чорний слон · g8 чорний кінь · h8 чорна тура · a7 чорний пішак · b7 чорний пішак · c7 чорний пішак · e7 чорний пішак · f7 чорний пішак · g7 чорний пішак · h7 чорний пішак · d5 чорний ферзь · a2 білий пішак · b2 білий пішак · c2 білий пішак · d2 білий пішак · f2 білий пішак · g2 білий пішак · h2 білий пішак · a1 біла тура · b1 білий кінь · c1 білий слон · d1 білий ферзь · e1 білий король · f1 білий слон · g1 білий кінь · h1 біла тура | a8 чорна тура · b8 чорний кінь · c8 чорний слон · e8 чорний король · f8 чорний слон · g8 чорний кінь · h8 чорна тура · a7 чорний пішак · b7 чорний пішак · c7 чорний пішак · e7 чорний пішак · f7 чорний пішак · g7 чорний пішак · h7 чорний пішак · d5 чорний ферзь · a2 білий пішак · b2 білий пішак · c2 білий пішак · d2 білий пішак · f2 білий пішак · g2 білий пішак · h2 білий пішак · a1 біла тура · b1 білий кінь · c1 білий слон · d1 білий ферзь · e1 білий король · f1 білий слон · g1 білий кінь · h1 біла тура | a8 чорна тура · b8 чорний кінь · c8 чорний слон · e8 чорний король · f8 чорний слон · g8 чорний кінь · h8 чорна тура · a7 чорний пішак · b7 чорний пішак · c7 чорний пішак · e7 чорний пішак · f7 чорний пішак · g7 чорний пішак · h7 чорний пішак · d5 чорний ферзь · a2 білий пішак · b2 білий пішак · c2 білий пішак · d2 білий пішак · f2 білий пішак · g2 білий пішак · h2 білий пішак · a1 біла тура · b1 білий кінь · c1 білий слон · d1 білий ферзь · e1 білий король · f1 білий слон · g1 білий кінь · h1 біла тура | a8 чорна тура · b8 чорний кінь · c8 чорний слон · e8 чорний король · f8 чорний слон · g8 чорний кінь · h8 чорна тура · a7 чорний пішак · b7 чорний пішак · c7 чорний пішак · e7 чорний пішак · f7 чорний пішак · g7 чорний пішак · h7 чорний пішак · d5 чорний ферзь · a2 білий пішак · b2 білий пішак · c2 білий пішак · d2 білий пішак · f2 білий пішак · g2 білий пішак · h2 білий пішак · a1 біла тура · b1 білий кінь · c1 білий слон · d1 білий ферзь · e1 білий король · f1 білий слон · g1 білий кінь · h1 біла тура | 6 |
| 5 | a8 чорна тура · b8 чорний кінь · c8 чорний слон · e8 чорний король · f8 чорний слон · g8 чорний кінь · h8 чорна тура · a7 чорний пішак · b7 чорний пішак · c7 чорний пішак · e7 чорний пішак · f7 чорний пішак · g7 чорний пішак · h7 чорний пішак · d5 чорний ферзь · a2 білий пішак · b2 білий пішак · c2 білий пішак · d2 білий пішак · f2 білий пішак · g2 білий пішак · h2 білий пішак · a1 біла тура · b1 білий кінь · c1 білий слон · d1 білий ферзь · e1 білий король · f1 білий слон · g1 білий кінь · h1 біла тура | a8 чорна тура · b8 чорний кінь · c8 чорний слон · e8 чорний король · f8 чорний слон · g8 чорний кінь · h8 чорна тура · a7 чорний пішак · b7 чорний пішак · c7 чорний пішак · e7 чорний пішак · f7 чорний пішак · g7 чорний пішак · h7 чорний пішак · d5 чорний ферзь · a2 білий пішак · b2 білий пішак · c2 білий пішак · d2 білий пішак · f2 білий пішак · g2 білий пішак · h2 білий пішак · a1 біла тура · b1 білий кінь · c1 білий слон · d1 білий ферзь · e1 білий король · f1 білий слон · g1 білий кінь · h1 біла тура | a8 чорна тура · b8 чорний кінь · c8 чорний слон · e8 чорний король · f8 чорний слон · g8 чорний кінь · h8 чорна тура · a7 чорний пішак · b7 чорний пішак · c7 чорний пішак · e7 чорний пішак · f7 чорний пішак · g7 чорний пішак · h7 чорний пішак · d5 чорний ферзь · a2 білий пішак · b2 білий пішак · c2 білий пішак · d2 білий пішак · f2 білий пішак · g2 білий пішак · h2 білий пішак · a1 біла тура · b1 білий кінь · c1 білий слон · d1 білий ферзь · e1 білий король · f1 білий слон · g1 білий кінь · h1 біла тура | a8 чорна тура · b8 чорний кінь · c8 чорний слон · e8 чорний король · f8 чорний слон · g8 чорний кінь · h8 чорна тура · a7 чорний пішак · b7 чорний пішак · c7 чорний пішак · e7 чорний пішак · f7 чорний пішак · g7 чорний пішак · h7 чорний пішак · d5 чорний ферзь · a2 білий пішак · b2 білий пішак · c2 білий пішак · d2 білий пішак · f2 білий пішак · g2 білий пішак · h2 білий пішак · a1 біла тура · b1 білий кінь · c1 білий слон · d1 білий ферзь · e1 білий король · f1 білий слон · g1 білий кінь · h1 біла тура | a8 чорна тура · b8 чорний кінь · c8 чорний слон · e8 чорний король · f8 чорний слон · g8 чорний кінь · h8 чорна тура · a7 чорний пішак · b7 чорний пішак · c7 чорний пішак · e7 чорний пішак · f7 чорний пішак · g7 чорний пішак · h7 чорний пішак · d5 чорний ферзь · a2 білий пішак · b2 білий пішак · c2 білий пішак · d2 білий пішак · f2 білий пішак · g2 білий пішак · h2 білий пішак · a1 біла тура · b1 білий кінь · c1 білий слон · d1 білий ферзь · e1 білий король · f1 білий слон · g1 білий кінь · h1 біла тура | a8 чорна тура · b8 чорний кінь · c8 чорний слон · e8 чорний король · f8 чорний слон · g8 чорний кінь · h8 чорна тура · a7 чорний пішак · b7 чорний пішак · c7 чорний пішак · e7 чорний пішак · f7 чорний пішак · g7 чорний пішак · h7 чорний пішак · d5 чорний ферзь · a2 білий пішак · b2 білий пішак · c2 білий пішак · d2 білий пішак · f2 білий пішак · g2 білий пішак · h2 білий пішак · a1 біла тура · b1 білий кінь · c1 білий слон · d1 білий ферзь · e1 білий король · f1 білий слон · g1 білий кінь · h1 біла тура | a8 чорна тура · b8 чорний кінь · c8 чорний слон · e8 чорний король · f8 чорний слон · g8 чорний кінь · h8 чорна тура · a7 чорний пішак · b7 чорний пішак · c7 чорний пішак · e7 чорний пішак · f7 чорний пішак · g7 чорний пішак · h7 чорний пішак · d5 чорний ферзь · a2 білий пішак · b2 білий пішак · c2 білий пішак · d2 білий пішак · f2 білий пішак · g2 білий пішак · h2 білий пішак · a1 біла тура · b1 білий кінь · c1 білий слон · d1 білий ферзь · e1 білий король · f1 білий слон · g1 білий кінь · h1 біла тура | a8 чорна тура · b8 чорний кінь · c8 чорний слон · e8 чорний король · f8 чорний слон · g8 чорний кінь · h8 чорна тура · a7 чорний пішак · b7 чорний пішак · c7 чорний пішак · e7 чорний пішак · f7 чорний пішак · g7 чорний пішак · h7 чорний пішак · d5 чорний ферзь · a2 білий пішак · b2 білий пішак · c2 білий пішак · d2 білий пішак · f2 білий пішак · g2 білий пішак · h2 білий пішак · a1 біла тура · b1 білий кінь · c1 білий слон · d1 білий ферзь · e1 білий король · f1 білий слон · g1 білий кінь · h1 біла тура | 5 |
| 4 | a8 чорна тура · b8 чорний кінь · c8 чорний слон · e8 чорний король · f8 чорний слон · g8 чорний кінь · h8 чорна тура · a7 чорний пішак · b7 чорний пішак · c7 чорний пішак · e7 чорний пішак · f7 чорний пішак · g7 чорний пішак · h7 чорний пішак · d5 чорний ферзь · a2 білий пішак · b2 білий пішак · c2 білий пішак · d2 білий пішак · f2 білий пішак · g2 білий пішак · h2 білий пішак · a1 біла тура · b1 білий кінь · c1 білий слон · d1 білий ферзь · e1 білий король · f1 білий слон · g1 білий кінь · h1 біла тура | a8 чорна тура · b8 чорний кінь · c8 чорний слон · e8 чорний король · f8 чорний слон · g8 чорний кінь · h8 чорна тура · a7 чорний пішак · b7 чорний пішак · c7 чорний пішак · e7 чорний пішак · f7 чорний пішак · g7 чорний пішак · h7 чорний пішак · d5 чорний ферзь · a2 білий пішак · b2 білий пішак · c2 білий пішак · d2 білий пішак · f2 білий пішак · g2 білий пішак · h2 білий пішак · a1 біла тура · b1 білий кінь · c1 білий слон · d1 білий ферзь · e1 білий король · f1 білий слон · g1 білий кінь · h1 біла тура | a8 чорна тура · b8 чорний кінь · c8 чорний слон · e8 чорний король · f8 чорний слон · g8 чорний кінь · h8 чорна тура · a7 чорний пішак · b7 чорний пішак · c7 чорний пішак · e7 чорний пішак · f7 чорний пішак · g7 чорний пішак · h7 чорний пішак · d5 чорний ферзь · a2 білий пішак · b2 білий пішак · c2 білий пішак · d2 білий пішак · f2 білий пішак · g2 білий пішак · h2 білий пішак · a1 біла тура · b1 білий кінь · c1 білий слон · d1 білий ферзь · e1 білий король · f1 білий слон · g1 білий кінь · h1 біла тура | a8 чорна тура · b8 чорний кінь · c8 чорний слон · e8 чорний король · f8 чорний слон · g8 чорний кінь · h8 чорна тура · a7 чорний пішак · b7 чорний пішак · c7 чорний пішак · e7 чорний пішак · f7 чорний пішак · g7 чорний пішак · h7 чорний пішак · d5 чорний ферзь · a2 білий пішак · b2 білий пішак · c2 білий пішак · d2 білий пішак · f2 білий пішак · g2 білий пішак · h2 білий пішак · a1 біла тура · b1 білий кінь · c1 білий слон · d1 білий ферзь · e1 білий король · f1 білий слон · g1 білий кінь · h1 біла тура | a8 чорна тура · b8 чорний кінь · c8 чорний слон · e8 чорний король · f8 чорний слон · g8 чорний кінь · h8 чорна тура · a7 чорний пішак · b7 чорний пішак · c7 чорний пішак · e7 чорний пішак · f7 чорний пішак · g7 чорний пішак · h7 чорний пішак · d5 чорний ферзь · a2 білий пішак · b2 білий пішак · c2 білий пішак · d2 білий пішак · f2 білий пішак · g2 білий пішак · h2 білий пішак · a1 біла тура · b1 білий кінь · c1 білий слон · d1 білий ферзь · e1 білий король · f1 білий слон · g1 білий кінь · h1 біла тура | a8 чорна тура · b8 чорний кінь · c8 чорний слон · e8 чорний король · f8 чорний слон · g8 чорний кінь · h8 чорна тура · a7 чорний пішак · b7 чорний пішак · c7 чорний пішак · e7 чорний пішак · f7 чорний пішак · g7 чорний пішак · h7 чорний пішак · d5 чорний ферзь · a2 білий пішак · b2 білий пішак · c2 білий пішак · d2 білий пішак · f2 білий пішак · g2 білий пішак · h2 білий пішак · a1 біла тура · b1 білий кінь · c1 білий слон · d1 білий ферзь · e1 білий король · f1 білий слон · g1 білий кінь · h1 біла тура | a8 чорна тура · b8 чорний кінь · c8 чорний слон · e8 чорний король · f8 чорний слон · g8 чорний кінь · h8 чорна тура · a7 чорний пішак · b7 чорний пішак · c7 чорний пішак · e7 чорний пішак · f7 чорний пішак · g7 чорний пішак · h7 чорний пішак · d5 чорний ферзь · a2 білий пішак · b2 білий пішак · c2 білий пішак · d2 білий пішак · f2 білий пішак · g2 білий пішак · h2 білий пішак · a1 біла тура · b1 білий кінь · c1 білий слон · d1 білий ферзь · e1 білий король · f1 білий слон · g1 білий кінь · h1 біла тура | a8 чорна тура · b8 чорний кінь · c8 чорний слон · e8 чорний король · f8 чорний слон · g8 чорний кінь · h8 чорна тура · a7 чорний пішак · b7 чорний пішак · c7 чорний пішак · e7 чорний пішак · f7 чорний пішак · g7 чорний пішак · h7 чорний пішак · d5 чорний ферзь · a2 білий пішак · b2 білий пішак · c2 білий пішак · d2 білий пішак · f2 білий пішак · g2 білий пішак · h2 білий пішак · a1 біла тура · b1 білий кінь · c1 білий слон · d1 білий ферзь · e1 білий король · f1 білий слон · g1 білий кінь · h1 біла тура | 4 |
| 3 | a8 чорна тура · b8 чорний кінь · c8 чорний слон · e8 чорний король · f8 чорний слон · g8 чорний кінь · h8 чорна тура · a7 чорний пішак · b7 чорний пішак · c7 чорний пішак · e7 чорний пішак · f7 чорний пішак · g7 чорний пішак · h7 чорний пішак · d5 чорний ферзь · a2 білий пішак · b2 білий пішак · c2 білий пішак · d2 білий пішак · f2 білий пішак · g2 білий пішак · h2 білий пішак · a1 біла тура · b1 білий кінь · c1 білий слон · d1 білий ферзь · e1 білий король · f1 білий слон · g1 білий кінь · h1 біла тура | a8 чорна тура · b8 чорний кінь · c8 чорний слон · e8 чорний король · f8 чорний слон · g8 чорний кінь · h8 чорна тура · a7 чорний пішак · b7 чорний пішак · c7 чорний пішак · e7 чорний пішак · f7 чорний пішак · g7 чорний пішак · h7 чорний пішак · d5 чорний ферзь · a2 білий пішак · b2 білий пішак · c2 білий пішак · d2 білий пішак · f2 білий пішак · g2 білий пішак · h2 білий пішак · a1 біла тура · b1 білий кінь · c1 білий слон · d1 білий ферзь · e1 білий король · f1 білий слон · g1 білий кінь · h1 біла тура | a8 чорна тура · b8 чорний кінь · c8 чорний слон · e8 чорний король · f8 чорний слон · g8 чорний кінь · h8 чорна тура · a7 чорний пішак · b7 чорний пішак · c7 чорний пішак · e7 чорний пішак · f7 чорний пішак · g7 чорний пішак · h7 чорний пішак · d5 чорний ферзь · a2 білий пішак · b2 білий пішак · c2 білий пішак · d2 білий пішак · f2 білий пішак · g2 білий пішак · h2 білий пішак · a1 біла тура · b1 білий кінь · c1 білий слон · d1 білий ферзь · e1 білий король · f1 білий слон · g1 білий кінь · h1 біла тура | a8 чорна тура · b8 чорний кінь · c8 чорний слон · e8 чорний король · f8 чорний слон · g8 чорний кінь · h8 чорна тура · a7 чорний пішак · b7 чорний пішак · c7 чорний пішак · e7 чорний пішак · f7 чорний пішак · g7 чорний пішак · h7 чорний пішак · d5 чорний ферзь · a2 білий пішак · b2 білий пішак · c2 білий пішак · d2 білий пішак · f2 білий пішак · g2 білий пішак · h2 білий пішак · a1 біла тура · b1 білий кінь · c1 білий слон · d1 білий ферзь · e1 білий король · f1 білий слон · g1 білий кінь · h1 біла тура | a8 чорна тура · b8 чорний кінь · c8 чорний слон · e8 чорний король · f8 чорний слон · g8 чорний кінь · h8 чорна тура · a7 чорний пішак · b7 чорний пішак · c7 чорний пішак · e7 чорний пішак · f7 чорний пішак · g7 чорний пішак · h7 чорний пішак · d5 чорний ферзь · a2 білий пішак · b2 білий пішак · c2 білий пішак · d2 білий пішак · f2 білий пішак · g2 білий пішак · h2 білий пішак · a1 біла тура · b1 білий кінь · c1 білий слон · d1 білий ферзь · e1 білий король · f1 білий слон · g1 білий кінь · h1 біла тура | a8 чорна тура · b8 чорний кінь · c8 чорний слон · e8 чорний король · f8 чорний слон · g8 чорний кінь · h8 чорна тура · a7 чорний пішак · b7 чорний пішак · c7 чорний пішак · e7 чорний пішак · f7 чорний пішак · g7 чорний пішак · h7 чорний пішак · d5 чорний ферзь · a2 білий пішак · b2 білий пішак · c2 білий пішак · d2 білий пішак · f2 білий пішак · g2 білий пішак · h2 білий пішак · a1 біла тура · b1 білий кінь · c1 білий слон · d1 білий ферзь · e1 білий король · f1 білий слон · g1 білий кінь · h1 біла тура | a8 чорна тура · b8 чорний кінь · c8 чорний слон · e8 чорний король · f8 чорний слон · g8 чорний кінь · h8 чорна тура · a7 чорний пішак · b7 чорний пішак · c7 чорний пішак · e7 чорний пішак · f7 чорний пішак · g7 чорний пішак · h7 чорний пішак · d5 чорний ферзь · a2 білий пішак · b2 білий пішак · c2 білий пішак · d2 білий пішак · f2 білий пішак · g2 білий пішак · h2 білий пішак · a1 біла тура · b1 білий кінь · c1 білий слон · d1 білий ферзь · e1 білий король · f1 білий слон · g1 білий кінь · h1 біла тура | a8 чорна тура · b8 чорний кінь · c8 чорний слон · e8 чорний король · f8 чорний слон · g8 чорний кінь · h8 чорна тура · a7 чорний пішак · b7 чорний пішак · c7 чорний пішак · e7 чорний пішак · f7 чорний пішак · g7 чорний пішак · h7 чорний пішак · d5 чорний ферзь · a2 білий пішак · b2 білий пішак · c2 білий пішак · d2 білий пішак · f2 білий пішак · g2 білий пішак · h2 білий пішак · a1 біла тура · b1 білий кінь · c1 білий слон · d1 білий ферзь · e1 білий король · f1 білий слон · g1 білий кінь · h1 біла тура | 3 |
| 2 | a8 чорна тура · b8 чорний кінь · c8 чорний слон · e8 чорний король · f8 чорний слон · g8 чорний кінь · h8 чорна тура · a7 чорний пішак · b7 чорний пішак · c7 чорний пішак · e7 чорний пішак · f7 чорний пішак · g7 чорний пішак · h7 чорний пішак · d5 чорний ферзь · a2 білий пішак · b2 білий пішак · c2 білий пішак · d2 білий пішак · f2 білий пішак · g2 білий пішак · h2 білий пішак · a1 біла тура · b1 білий кінь · c1 білий слон · d1 білий ферзь · e1 білий король · f1 білий слон · g1 білий кінь · h1 біла тура | a8 чорна тура · b8 чорний кінь · c8 чорний слон · e8 чорний король · f8 чорний слон · g8 чорний кінь · h8 чорна тура · a7 чорний пішак · b7 чорний пішак · c7 чорний пішак · e7 чорний пішак · f7 чорний пішак · g7 чорний пішак · h7 чорний пішак · d5 чорний ферзь · a2 білий пішак · b2 білий пішак · c2 білий пішак · d2 білий пішак · f2 білий пішак · g2 білий пішак · h2 білий пішак · a1 біла тура · b1 білий кінь · c1 білий слон · d1 білий ферзь · e1 білий король · f1 білий слон · g1 білий кінь · h1 біла тура | a8 чорна тура · b8 чорний кінь · c8 чорний слон · e8 чорний король · f8 чорний слон · g8 чорний кінь · h8 чорна тура · a7 чорний пішак · b7 чорний пішак · c7 чорний пішак · e7 чорний пішак · f7 чорний пішак · g7 чорний пішак · h7 чорний пішак · d5 чорний ферзь · a2 білий пішак · b2 білий пішак · c2 білий пішак · d2 білий пішак · f2 білий пішак · g2 білий пішак · h2 білий пішак · a1 біла тура · b1 білий кінь · c1 білий слон · d1 білий ферзь · e1 білий король · f1 білий слон · g1 білий кінь · h1 біла тура | a8 чорна тура · b8 чорний кінь · c8 чорний слон · e8 чорний король · f8 чорний слон · g8 чорний кінь · h8 чорна тура · a7 чорний пішак · b7 чорний пішак · c7 чорний пішак · e7 чорний пішак · f7 чорний пішак · g7 чорний пішак · h7 чорний пішак · d5 чорний ферзь · a2 білий пішак · b2 білий пішак · c2 білий пішак · d2 білий пішак · f2 білий пішак · g2 білий пішак · h2 білий пішак · a1 біла тура · b1 білий кінь · c1 білий слон · d1 білий ферзь · e1 білий король · f1 білий слон · g1 білий кінь · h1 біла тура | a8 чорна тура · b8 чорний кінь · c8 чорний слон · e8 чорний король · f8 чорний слон · g8 чорний кінь · h8 чорна тура · a7 чорний пішак · b7 чорний пішак · c7 чорний пішак · e7 чорний пішак · f7 чорний пішак · g7 чорний пішак · h7 чорний пішак · d5 чорний ферзь · a2 білий пішак · b2 білий пішак · c2 білий пішак · d2 білий пішак · f2 білий пішак · g2 білий пішак · h2 білий пішак · a1 біла тура · b1 білий кінь · c1 білий слон · d1 білий ферзь · e1 білий король · f1 білий слон · g1 білий кінь · h1 біла тура | a8 чорна тура · b8 чорний кінь · c8 чорний слон · e8 чорний король · f8 чорний слон · g8 чорний кінь · h8 чорна тура · a7 чорний пішак · b7 чорний пішак · c7 чорний пішак · e7 чорний пішак · f7 чорний пішак · g7 чорний пішак · h7 чорний пішак · d5 чорний ферзь · a2 білий пішак · b2 білий пішак · c2 білий пішак · d2 білий пішак · f2 білий пішак · g2 білий пішак · h2 білий пішак · a1 біла тура · b1 білий кінь · c1 білий слон · d1 білий ферзь · e1 білий король · f1 білий слон · g1 білий кінь · h1 біла тура | a8 чорна тура · b8 чорний кінь · c8 чорний слон · e8 чорний король · f8 чорний слон · g8 чорний кінь · h8 чорна тура · a7 чорний пішак · b7 чорний пішак · c7 чорний пішак · e7 чорний пішак · f7 чорний пішак · g7 чорний пішак · h7 чорний пішак · d5 чорний ферзь · a2 білий пішак · b2 білий пішак · c2 білий пішак · d2 білий пішак · f2 білий пішак · g2 білий пішак · h2 білий пішак · a1 біла тура · b1 білий кінь · c1 білий слон · d1 білий ферзь · e1 білий король · f1 білий слон · g1 білий кінь · h1 біла тура | a8 чорна тура · b8 чорний кінь · c8 чорний слон · e8 чорний король · f8 чорний слон · g8 чорний кінь · h8 чорна тура · a7 чорний пішак · b7 чорний пішак · c7 чорний пішак · e7 чорний пішак · f7 чорний пішак · g7 чорний пішак · h7 чорний пішак · d5 чорний ферзь · a2 білий пішак · b2 білий пішак · c2 білий пішак · d2 білий пішак · f2 білий пішак · g2 білий пішак · h2 білий пішак · a1 біла тура · b1 білий кінь · c1 білий слон · d1 білий ферзь · e1 білий король · f1 білий слон · g1 білий кінь · h1 біла тура | 2 |
| 1 | a8 чорна тура · b8 чорний кінь · c8 чорний слон · e8 чорний король · f8 чорний слон · g8 чорний кінь · h8 чорна тура · a7 чорний пішак · b7 чорний пішак · c7 чорний пішак · e7 чорний пішак · f7 чорний пішак · g7 чорний пішак · h7 чорний пішак · d5 чорний ферзь · a2 білий пішак · b2 білий пішак · c2 білий пішак · d2 білий пішак · f2 білий пішак · g2 білий пішак · h2 білий пішак · a1 біла тура · b1 білий кінь · c1 білий слон · d1 білий ферзь · e1 білий король · f1 білий слон · g1 білий кінь · h1 біла тура | a8 чорна тура · b8 чорний кінь · c8 чорний слон · e8 чорний король · f8 чорний слон · g8 чорний кінь · h8 чорна тура · a7 чорний пішак · b7 чорний пішак · c7 чорний пішак · e7 чорний пішак · f7 чорний пішак · g7 чорний пішак · h7 чорний пішак · d5 чорний ферзь · a2 білий пішак · b2 білий пішак · c2 білий пішак · d2 білий пішак · f2 білий пішак · g2 білий пішак · h2 білий пішак · a1 біла тура · b1 білий кінь · c1 білий слон · d1 білий ферзь · e1 білий король · f1 білий слон · g1 білий кінь · h1 біла тура | a8 чорна тура · b8 чорний кінь · c8 чорний слон · e8 чорний король · f8 чорний слон · g8 чорний кінь · h8 чорна тура · a7 чорний пішак · b7 чорний пішак · c7 чорний пішак · e7 чорний пішак · f7 чорний пішак · g7 чорний пішак · h7 чорний пішак · d5 чорний ферзь · a2 білий пішак · b2 білий пішак · c2 білий пішак · d2 білий пішак · f2 білий пішак · g2 білий пішак · h2 білий пішак · a1 біла тура · b1 білий кінь · c1 білий слон · d1 білий ферзь · e1 білий король · f1 білий слон · g1 білий кінь · h1 біла тура | a8 чорна тура · b8 чорний кінь · c8 чорний слон · e8 чорний король · f8 чорний слон · g8 чорний кінь · h8 чорна тура · a7 чорний пішак · b7 чорний пішак · c7 чорний пішак · e7 чорний пішак · f7 чорний пішак · g7 чорний пішак · h7 чорний пішак · d5 чорний ферзь · a2 білий пішак · b2 білий пішак · c2 білий пішак · d2 білий пішак · f2 білий пішак · g2 білий пішак · h2 білий пішак · a1 біла тура · b1 білий кінь · c1 білий слон · d1 білий ферзь · e1 білий король · f1 білий слон · g1 білий кінь · h1 біла тура | a8 чорна тура · b8 чорний кінь · c8 чорний слон · e8 чорний король · f8 чорний слон · g8 чорний кінь · h8 чорна тура · a7 чорний пішак · b7 чорний пішак · c7 чорний пішак · e7 чорний пішак · f7 чорний пішак · g7 чорний пішак · h7 чорний пішак · d5 чорний ферзь · a2 білий пішак · b2 білий пішак · c2 білий пішак · d2 білий пішак · f2 білий пішак · g2 білий пішак · h2 білий пішак · a1 біла тура · b1 білий кінь · c1 білий слон · d1 білий ферзь · e1 білий король · f1 білий слон · g1 білий кінь · h1 біла тура | a8 чорна тура · b8 чорний кінь · c8 чорний слон · e8 чорний король · f8 чорний слон · g8 чорний кінь · h8 чорна тура · a7 чорний пішак · b7 чорний пішак · c7 чорний пішак · e7 чорний пішак · f7 чорний пішак · g7 чорний пішак · h7 чорний пішак · d5 чорний ферзь · a2 білий пішак · b2 білий пішак · c2 білий пішак · d2 білий пішак · f2 білий пішак · g2 білий пішак · h2 білий пішак · a1 біла тура · b1 білий кінь · c1 білий слон · d1 білий ферзь · e1 білий король · f1 білий слон · g1 білий кінь · h1 біла тура | a8 чорна тура · b8 чорний кінь · c8 чорний слон · e8 чорний король · f8 чорний слон · g8 чорний кінь · h8 чорна тура · a7 чорний пішак · b7 чорний пішак · c7 чорний пішак · e7 чорний пішак · f7 чорний пішак · g7 чорний пішак · h7 чорний пішак · d5 чорний ферзь · a2 білий пішак · b2 білий пішак · c2 білий пішак · d2 білий пішак · f2 білий пішак · g2 білий пішак · h2 білий пішак · a1 біла тура · b1 білий кінь · c1 білий слон · d1 білий ферзь · e1 білий король · f1 білий слон · g1 білий кінь · h1 біла тура | a8 чорна тура · b8 чорний кінь · c8 чорний слон · e8 чорний король · f8 чорний слон · g8 чорний кінь · h8 чорна тура · a7 чорний пішак · b7 чорний пішак · c7 чорний пішак · e7 чорний пішак · f7 чорний пішак · g7 чорний пішак · h7 чорний пішак · d5 чорний ферзь · a2 білий пішак · b2 білий пішак · c2 білий пішак · d2 білий пішак · f2 білий пішак · g2 білий пішак · h2 білий пішак · a1 біла тура · b1 білий кінь · c1 білий слон · d1 білий ферзь · e1 білий король · f1 білий слон · g1 білий кінь · h1 біла тура | 1 |
|   | a | b | c | d | e | f | g | h |   |

Виграти темп можна, наприклад, розвиваючи свою фігуру і при цьому роблячи шах. Хоча в цьому випадку також, якщо від шаха можна захиститись, розвиваючи фігуру, сумарний результат дорівнює нулю. Якщо від шаха можна захиститись корисним ходом пішака, який при цьому відганяє фігуру, тоді шах означає навіть втрату темпу.
Зазвичай ходи з виграшем темпу є бажаними. Говорять, що гравець володіє ініціативою, якщо він здатен продовжувати робити ходи, які змушують суперника відповідати певним чином або обмежують його можливості. Гравець, котрий володіє ініціативою, має більший вибір ходів і може до певної міри контролювати перебіг гри. Хоча ця перевага може бути й досить відносною, а може й значити зовсім мало (наприклад, володіння ініціативою при відсутності тури не дає гравцеві нічого).
У Скандинавському захисті після 1.e4 d5 2.exd5 Qxd5, якщо білі грають 3.Nc3 кінь атакує чорного  ферзя, примушуючи його рухатись знову, і білі виграють темп. Схожий хід виграє темп у центральному дебюті.

## Втрата темпу
У деяких ендшпілях, гравець може насправді втрачати темп, щоб просунутись далі. Наприклад, коли два королі знаходяться в опозиції (вид цугцвангу), гравець, що має ходити, перебуває в гіршій ситуації, бо він вимушений ходити.  Гравець, що має ходити, може застосувати трикутник (шахи) для того, щоб втратити темп і повернутись до тієї ж ситуації, але при цьому передати хід супернику (і поставити його в цугцванг). Королі, ферзі, слони і тури можуть втратити темп, а кінь не може.
В позиції з гри 2008 року між Артемом Тімофєєвим та Ернесто Інаркієвим, чорні здались через те що білі виграють зробивши хід з темпом. Білі загрожують 118.Rh8+.  Якщо чорні зсунуть короля ходом 117, білі виграють слона 118.Rh8+, а це призводить до позиції яка веде до простого мату. Якщо чорні підуть 117...Bh5 тоді 118.Rh8 і чорні потрапляють у цугцванг і програють. А отже чорні вимушені ходити 117...Be2 щоб не потрапити в програну позицію одразу.  Але тоді 118.Rh8+ Bh5 і тепер білі ходять з темпом 119.Rh7 (або 119.Rh6), зв'язуючи слона, передаючи хід чорним, а отже вони вимушені віддати слона.

## Зайвий темп
|   | a | b | c | d | e | f | g | h |   |
| 8 | f7 чорний пішак · f6 чорний кружок · h6 чорний пішак · a5 білий король · b5 чорний пішак · g5 чорний пішак · b4 білий пішак · c4 чорний король · g4 білий пішак · f3 білий кружок · h3 білий кружок · f2 білий пішак · h2 білий пішак | f7 чорний пішак · f6 чорний кружок · h6 чорний пішак · a5 білий король · b5 чорний пішак · g5 чорний пішак · b4 білий пішак · c4 чорний король · g4 білий пішак · f3 білий кружок · h3 білий кружок · f2 білий пішак · h2 білий пішак | f7 чорний пішак · f6 чорний кружок · h6 чорний пішак · a5 білий король · b5 чорний пішак · g5 чорний пішак · b4 білий пішак · c4 чорний король · g4 білий пішак · f3 білий кружок · h3 білий кружок · f2 білий пішак · h2 білий пішак | f7 чорний пішак · f6 чорний кружок · h6 чорний пішак · a5 білий король · b5 чорний пішак · g5 чорний пішак · b4 білий пішак · c4 чорний король · g4 білий пішак · f3 білий кружок · h3 білий кружок · f2 білий пішак · h2 білий пішак | f7 чорний пішак · f6 чорний кружок · h6 чорний пішак · a5 білий король · b5 чорний пішак · g5 чорний пішак · b4 білий пішак · c4 чорний король · g4 білий пішак · f3 білий кружок · h3 білий кружок · f2 білий пішак · h2 білий пішак | f7 чорний пішак · f6 чорний кружок · h6 чорний пішак · a5 білий король · b5 чорний пішак · g5 чорний пішак · b4 білий пішак · c4 чорний король · g4 білий пішак · f3 білий кружок · h3 білий кружок · f2 білий пішак · h2 білий пішак | f7 чорний пішак · f6 чорний кружок · h6 чорний пішак · a5 білий король · b5 чорний пішак · g5 чорний пішак · b4 білий пішак · c4 чорний король · g4 білий пішак · f3 білий кружок · h3 білий кружок · f2 білий пішак · h2 білий пішак | f7 чорний пішак · f6 чорний кружок · h6 чорний пішак · a5 білий король · b5 чорний пішак · g5 чорний пішак · b4 білий пішак · c4 чорний король · g4 білий пішак · f3 білий кружок · h3 білий кружок · f2 білий пішак · h2 білий пішак | 8 |
| 7 | f7 чорний пішак · f6 чорний кружок · h6 чорний пішак · a5 білий король · b5 чорний пішак · g5 чорний пішак · b4 білий пішак · c4 чорний король · g4 білий пішак · f3 білий кружок · h3 білий кружок · f2 білий пішак · h2 білий пішак | f7 чорний пішак · f6 чорний кружок · h6 чорний пішак · a5 білий король · b5 чорний пішак · g5 чорний пішак · b4 білий пішак · c4 чорний король · g4 білий пішак · f3 білий кружок · h3 білий кружок · f2 білий пішак · h2 білий пішак | f7 чорний пішак · f6 чорний кружок · h6 чорний пішак · a5 білий король · b5 чорний пішак · g5 чорний пішак · b4 білий пішак · c4 чорний король · g4 білий пішак · f3 білий кружок · h3 білий кружок · f2 білий пішак · h2 білий пішак | f7 чорний пішак · f6 чорний кружок · h6 чорний пішак · a5 білий король · b5 чорний пішак · g5 чорний пішак · b4 білий пішак · c4 чорний король · g4 білий пішак · f3 білий кружок · h3 білий кружок · f2 білий пішак · h2 білий пішак | f7 чорний пішак · f6 чорний кружок · h6 чорний пішак · a5 білий король · b5 чорний пішак · g5 чорний пішак · b4 білий пішак · c4 чорний король · g4 білий пішак · f3 білий кружок · h3 білий кружок · f2 білий пішак · h2 білий пішак | f7 чорний пішак · f6 чорний кружок · h6 чорний пішак · a5 білий король · b5 чорний пішак · g5 чорний пішак · b4 білий пішак · c4 чорний король · g4 білий пішак · f3 білий кружок · h3 білий кружок · f2 білий пішак · h2 білий пішак | f7 чорний пішак · f6 чорний кружок · h6 чорний пішак · a5 білий король · b5 чорний пішак · g5 чорний пішак · b4 білий пішак · c4 чорний король · g4 білий пішак · f3 білий кружок · h3 білий кружок · f2 білий пішак · h2 білий пішак | f7 чорний пішак · f6 чорний кружок · h6 чорний пішак · a5 білий король · b5 чорний пішак · g5 чорний пішак · b4 білий пішак · c4 чорний король · g4 білий пішак · f3 білий кружок · h3 білий кружок · f2 білий пішак · h2 білий пішак | 7 |
| 6 | f7 чорний пішак · f6 чорний кружок · h6 чорний пішак · a5 білий король · b5 чорний пішак · g5 чорний пішак · b4 білий пішак · c4 чорний король · g4 білий пішак · f3 білий кружок · h3 білий кружок · f2 білий пішак · h2 білий пішак | f7 чорний пішак · f6 чорний кружок · h6 чорний пішак · a5 білий король · b5 чорний пішак · g5 чорний пішак · b4 білий пішак · c4 чорний король · g4 білий пішак · f3 білий кружок · h3 білий кружок · f2 білий пішак · h2 білий пішак | f7 чорний пішак · f6 чорний кружок · h6 чорний пішак · a5 білий король · b5 чорний пішак · g5 чорний пішак · b4 білий пішак · c4 чорний король · g4 білий пішак · f3 білий кружок · h3 білий кружок · f2 білий пішак · h2 білий пішак | f7 чорний пішак · f6 чорний кружок · h6 чорний пішак · a5 білий король · b5 чорний пішак · g5 чорний пішак · b4 білий пішак · c4 чорний король · g4 білий пішак · f3 білий кружок · h3 білий кружок · f2 білий пішак · h2 білий пішак | f7 чорний пішак · f6 чорний кружок · h6 чорний пішак · a5 білий король · b5 чорний пішак · g5 чорний пішак · b4 білий пішак · c4 чорний король · g4 білий пішак · f3 білий кружок · h3 білий кружок · f2 білий пішак · h2 білий пішак | f7 чорний пішак · f6 чорний кружок · h6 чорний пішак · a5 білий король · b5 чорний пішак · g5 чорний пішак · b4 білий пішак · c4 чорний король · g4 білий пішак · f3 білий кружок · h3 білий кружок · f2 білий пішак · h2 білий пішак | f7 чорний пішак · f6 чорний кружок · h6 чорний пішак · a5 білий король · b5 чорний пішак · g5 чорний пішак · b4 білий пішак · c4 чорний король · g4 білий пішак · f3 білий кружок · h3 білий кружок · f2 білий пішак · h2 білий пішак | f7 чорний пішак · f6 чорний кружок · h6 чорний пішак · a5 білий король · b5 чорний пішак · g5 чорний пішак · b4 білий пішак · c4 чорний король · g4 білий пішак · f3 білий кружок · h3 білий кружок · f2 білий пішак · h2 білий пішак | 6 |
| 5 | f7 чорний пішак · f6 чорний кружок · h6 чорний пішак · a5 білий король · b5 чорний пішак · g5 чорний пішак · b4 білий пішак · c4 чорний король · g4 білий пішак · f3 білий кружок · h3 білий кружок · f2 білий пішак · h2 білий пішак | f7 чорний пішак · f6 чорний кружок · h6 чорний пішак · a5 білий король · b5 чорний пішак · g5 чорний пішак · b4 білий пішак · c4 чорний король · g4 білий пішак · f3 білий кружок · h3 білий кружок · f2 білий пішак · h2 білий пішак | f7 чорний пішак · f6 чорний кружок · h6 чорний пішак · a5 білий король · b5 чорний пішак · g5 чорний пішак · b4 білий пішак · c4 чорний король · g4 білий пішак · f3 білий кружок · h3 білий кружок · f2 білий пішак · h2 білий пішак | f7 чорний пішак · f6 чорний кружок · h6 чорний пішак · a5 білий король · b5 чорний пішак · g5 чорний пішак · b4 білий пішак · c4 чорний король · g4 білий пішак · f3 білий кружок · h3 білий кружок · f2 білий пішак · h2 білий пішак | f7 чорний пішак · f6 чорний кружок · h6 чорний пішак · a5 білий король · b5 чорний пішак · g5 чорний пішак · b4 білий пішак · c4 чорний король · g4 білий пішак · f3 білий кружок · h3 білий кружок · f2 білий пішак · h2 білий пішак | f7 чорний пішак · f6 чорний кружок · h6 чорний пішак · a5 білий король · b5 чорний пішак · g5 чорний пішак · b4 білий пішак · c4 чорний король · g4 білий пішак · f3 білий кружок · h3 білий кружок · f2 білий пішак · h2 білий пішак | f7 чорний пішак · f6 чорний кружок · h6 чорний пішак · a5 білий король · b5 чорний пішак · g5 чорний пішак · b4 білий пішак · c4 чорний король · g4 білий пішак · f3 білий кружок · h3 білий кружок · f2 білий пішак · h2 білий пішак | f7 чорний пішак · f6 чорний кружок · h6 чорний пішак · a5 білий король · b5 чорний пішак · g5 чорний пішак · b4 білий пішак · c4 чорний король · g4 білий пішак · f3 білий кружок · h3 білий кружок · f2 білий пішак · h2 білий пішак | 5 |
| 4 | f7 чорний пішак · f6 чорний кружок · h6 чорний пішак · a5 білий король · b5 чорний пішак · g5 чорний пішак · b4 білий пішак · c4 чорний король · g4 білий пішак · f3 білий кружок · h3 білий кружок · f2 білий пішак · h2 білий пішак | f7 чорний пішак · f6 чорний кружок · h6 чорний пішак · a5 білий король · b5 чорний пішак · g5 чорний пішак · b4 білий пішак · c4 чорний король · g4 білий пішак · f3 білий кружок · h3 білий кружок · f2 білий пішак · h2 білий пішак | f7 чорний пішак · f6 чорний кружок · h6 чорний пішак · a5 білий король · b5 чорний пішак · g5 чорний пішак · b4 білий пішак · c4 чорний король · g4 білий пішак · f3 білий кружок · h3 білий кружок · f2 білий пішак · h2 білий пішак | f7 чорний пішак · f6 чорний кружок · h6 чорний пішак · a5 білий король · b5 чорний пішак · g5 чорний пішак · b4 білий пішак · c4 чорний король · g4 білий пішак · f3 білий кружок · h3 білий кружок · f2 білий пішак · h2 білий пішак | f7 чорний пішак · f6 чорний кружок · h6 чорний пішак · a5 білий король · b5 чорний пішак · g5 чорний пішак · b4 білий пішак · c4 чорний король · g4 білий пішак · f3 білий кружок · h3 білий кружок · f2 білий пішак · h2 білий пішак | f7 чорний пішак · f6 чорний кружок · h6 чорний пішак · a5 білий король · b5 чорний пішак · g5 чорний пішак · b4 білий пішак · c4 чорний король · g4 білий пішак · f3 білий кружок · h3 білий кружок · f2 білий пішак · h2 білий пішак | f7 чорний пішак · f6 чорний кружок · h6 чорний пішак · a5 білий король · b5 чорний пішак · g5 чорний пішак · b4 білий пішак · c4 чорний король · g4 білий пішак · f3 білий кружок · h3 білий кружок · f2 білий пішак · h2 білий пішак | f7 чорний пішак · f6 чорний кружок · h6 чорний пішак · a5 білий король · b5 чорний пішак · g5 чорний пішак · b4 білий пішак · c4 чорний король · g4 білий пішак · f3 білий кружок · h3 білий кружок · f2 білий пішак · h2 білий пішак | 4 |
| 3 | f7 чорний пішак · f6 чорний кружок · h6 чорний пішак · a5 білий король · b5 чорний пішак · g5 чорний пішак · b4 білий пішак · c4 чорний король · g4 білий пішак · f3 білий кружок · h3 білий кружок · f2 білий пішак · h2 білий пішак | f7 чорний пішак · f6 чорний кружок · h6 чорний пішак · a5 білий король · b5 чорний пішак · g5 чорний пішак · b4 білий пішак · c4 чорний король · g4 білий пішак · f3 білий кружок · h3 білий кружок · f2 білий пішак · h2 білий пішак | f7 чорний пішак · f6 чорний кружок · h6 чорний пішак · a5 білий король · b5 чорний пішак · g5 чорний пішак · b4 білий пішак · c4 чорний король · g4 білий пішак · f3 білий кружок · h3 білий кружок · f2 білий пішак · h2 білий пішак | f7 чорний пішак · f6 чорний кружок · h6 чорний пішак · a5 білий король · b5 чорний пішак · g5 чорний пішак · b4 білий пішак · c4 чорний король · g4 білий пішак · f3 білий кружок · h3 білий кружок · f2 білий пішак · h2 білий пішак | f7 чорний пішак · f6 чорний кружок · h6 чорний пішак · a5 білий король · b5 чорний пішак · g5 чорний пішак · b4 білий пішак · c4 чорний король · g4 білий пішак · f3 білий кружок · h3 білий кружок · f2 білий пішак · h2 білий пішак | f7 чорний пішак · f6 чорний кружок · h6 чорний пішак · a5 білий король · b5 чорний пішак · g5 чорний пішак · b4 білий пішак · c4 чорний король · g4 білий пішак · f3 білий кружок · h3 білий кружок · f2 білий пішак · h2 білий пішак | f7 чорний пішак · f6 чорний кружок · h6 чорний пішак · a5 білий король · b5 чорний пішак · g5 чорний пішак · b4 білий пішак · c4 чорний король · g4 білий пішак · f3 білий кружок · h3 білий кружок · f2 білий пішак · h2 білий пішак | f7 чорний пішак · f6 чорний кружок · h6 чорний пішак · a5 білий король · b5 чорний пішак · g5 чорний пішак · b4 білий пішак · c4 чорний король · g4 білий пішак · f3 білий кружок · h3 білий кружок · f2 білий пішак · h2 білий пішак | 3 |
| 2 | f7 чорний пішак · f6 чорний кружок · h6 чорний пішак · a5 білий король · b5 чорний пішак · g5 чорний пішак · b4 білий пішак · c4 чорний король · g4 білий пішак · f3 білий кружок · h3 білий кружок · f2 білий пішак · h2 білий пішак | f7 чорний пішак · f6 чорний кружок · h6 чорний пішак · a5 білий король · b5 чорний пішак · g5 чорний пішак · b4 білий пішак · c4 чорний король · g4 білий пішак · f3 білий кружок · h3 білий кружок · f2 білий пішак · h2 білий пішак | f7 чорний пішак · f6 чорний кружок · h6 чорний пішак · a5 білий король · b5 чорний пішак · g5 чорний пішак · b4 білий пішак · c4 чорний король · g4 білий пішак · f3 білий кружок · h3 білий кружок · f2 білий пішак · h2 білий пішак | f7 чорний пішак · f6 чорний кружок · h6 чорний пішак · a5 білий король · b5 чорний пішак · g5 чорний пішак · b4 білий пішак · c4 чорний король · g4 білий пішак · f3 білий кружок · h3 білий кружок · f2 білий пішак · h2 білий пішак | f7 чорний пішак · f6 чорний кружок · h6 чорний пішак · a5 білий король · b5 чорний пішак · g5 чорний пішак · b4 білий пішак · c4 чорний король · g4 білий пішак · f3 білий кружок · h3 білий кружок · f2 білий пішак · h2 білий пішак | f7 чорний пішак · f6 чорний кружок · h6 чорний пішак · a5 білий король · b5 чорний пішак · g5 чорний пішак · b4 білий пішак · c4 чорний король · g4 білий пішак · f3 білий кружок · h3 білий кружок · f2 білий пішак · h2 білий пішак | f7 чорний пішак · f6 чорний кружок · h6 чорний пішак · a5 білий король · b5 чорний пішак · g5 чорний пішак · b4 білий пішак · c4 чорний король · g4 білий пішак · f3 білий кружок · h3 білий кружок · f2 білий пішак · h2 білий пішак | f7 чорний пішак · f6 чорний кружок · h6 чорний пішак · a5 білий король · b5 чорний пішак · g5 чорний пішак · b4 білий пішак · c4 чорний король · g4 білий пішак · f3 білий кружок · h3 білий кружок · f2 білий пішак · h2 білий пішак | 2 |
| 1 | f7 чорний пішак · f6 чорний кружок · h6 чорний пішак · a5 білий король · b5 чорний пішак · g5 чорний пішак · b4 білий пішак · c4 чорний король · g4 білий пішак · f3 білий кружок · h3 білий кружок · f2 білий пішак · h2 білий пішак | f7 чорний пішак · f6 чорний кружок · h6 чорний пішак · a5 білий король · b5 чорний пішак · g5 чорний пішак · b4 білий пішак · c4 чорний король · g4 білий пішак · f3 білий кружок · h3 білий кружок · f2 білий пішак · h2 білий пішак | f7 чорний пішак · f6 чорний кружок · h6 чорний пішак · a5 білий король · b5 чорний пішак · g5 чорний пішак · b4 білий пішак · c4 чорний король · g4 білий пішак · f3 білий кружок · h3 білий кружок · f2 білий пішак · h2 білий пішак | f7 чорний пішак · f6 чорний кружок · h6 чорний пішак · a5 білий король · b5 чорний пішак · g5 чорний пішак · b4 білий пішак · c4 чорний король · g4 білий пішак · f3 білий кружок · h3 білий кружок · f2 білий пішак · h2 білий пішак | f7 чорний пішак · f6 чорний кружок · h6 чорний пішак · a5 білий король · b5 чорний пішак · g5 чорний пішак · b4 білий пішак · c4 чорний король · g4 білий пішак · f3 білий кружок · h3 білий кружок · f2 білий пішак · h2 білий пішак | f7 чорний пішак · f6 чорний кружок · h6 чорний пішак · a5 білий король · b5 чорний пішак · g5 чорний пішак · b4 білий пішак · c4 чорний король · g4 білий пішак · f3 білий кружок · h3 білий кружок · f2 білий пішак · h2 білий пішак | f7 чорний пішак · f6 чорний кружок · h6 чорний пішак · a5 білий король · b5 чорний пішак · g5 чорний пішак · b4 білий пішак · c4 чорний король · g4 білий пішак · f3 білий кружок · h3 білий кружок · f2 білий пішак · h2 білий пішак | f7 чорний пішак · f6 чорний кружок · h6 чорний пішак · a5 білий король · b5 чорний пішак · g5 чорний пішак · b4 білий пішак · c4 чорний король · g4 білий пішак · f3 білий кружок · h3 білий кружок · f2 білий пішак · h2 білий пішак | 1 |
|   | a | b | c | d | e | f | g | h |   |

Зайвий темп в ендшпілі виникає коли гравець має зрушити пішака. Це не змінює ситуацію суттєвим чином, але суперник потрапляє у цугцванг. В даному прикладі, якби йшлося тільки про фігури на ферзевому фланзі, це був би невідворотний цугцванг – гравець якому належить ходити програв би. Але, беручи до уваги всю дошку, білі мають два зайвих темпи (f2–f3 і h2–h3) тоді як чорні мають тільки один (f7–f6). Використовуючи ці ходи вони можуть примусити суперника потрапити у цугцванг:
1. h3 f6
2. f3
і тепер будь-який хід чорних веде до програшу.
Якби чорний пішак був на h7 замість h6, білі та чорні мали б однакову кількість зайвих темпів, а отже гравець з чергою ходу програв би. 

## Запасний темп
|   | a | b | c | d | e | f | g | h |   |
| 8 | d7 чорний король · f7 чорний пішак · a6 чорний пішак · g6 чорний пішак · c5 білий пішак · d5 чорний пішак · g5 білий пішак · a4 білий кружок · f4 білий пішак · a3 білий кружок · c3 білий король · a2 білий пішак | d7 чорний король · f7 чорний пішак · a6 чорний пішак · g6 чорний пішак · c5 білий пішак · d5 чорний пішак · g5 білий пішак · a4 білий кружок · f4 білий пішак · a3 білий кружок · c3 білий король · a2 білий пішак | d7 чорний король · f7 чорний пішак · a6 чорний пішак · g6 чорний пішак · c5 білий пішак · d5 чорний пішак · g5 білий пішак · a4 білий кружок · f4 білий пішак · a3 білий кружок · c3 білий король · a2 білий пішак | d7 чорний король · f7 чорний пішак · a6 чорний пішак · g6 чорний пішак · c5 білий пішак · d5 чорний пішак · g5 білий пішак · a4 білий кружок · f4 білий пішак · a3 білий кружок · c3 білий король · a2 білий пішак | d7 чорний король · f7 чорний пішак · a6 чорний пішак · g6 чорний пішак · c5 білий пішак · d5 чорний пішак · g5 білий пішак · a4 білий кружок · f4 білий пішак · a3 білий кружок · c3 білий король · a2 білий пішак | d7 чорний король · f7 чорний пішак · a6 чорний пішак · g6 чорний пішак · c5 білий пішак · d5 чорний пішак · g5 білий пішак · a4 білий кружок · f4 білий пішак · a3 білий кружок · c3 білий король · a2 білий пішак | d7 чорний король · f7 чорний пішак · a6 чорний пішак · g6 чорний пішак · c5 білий пішак · d5 чорний пішак · g5 білий пішак · a4 білий кружок · f4 білий пішак · a3 білий кружок · c3 білий король · a2 білий пішак | d7 чорний король · f7 чорний пішак · a6 чорний пішак · g6 чорний пішак · c5 білий пішак · d5 чорний пішак · g5 білий пішак · a4 білий кружок · f4 білий пішак · a3 білий кружок · c3 білий король · a2 білий пішак | 8 |
| 7 | d7 чорний король · f7 чорний пішак · a6 чорний пішак · g6 чорний пішак · c5 білий пішак · d5 чорний пішак · g5 білий пішак · a4 білий кружок · f4 білий пішак · a3 білий кружок · c3 білий король · a2 білий пішак | d7 чорний король · f7 чорний пішак · a6 чорний пішак · g6 чорний пішак · c5 білий пішак · d5 чорний пішак · g5 білий пішак · a4 білий кружок · f4 білий пішак · a3 білий кружок · c3 білий король · a2 білий пішак | d7 чорний король · f7 чорний пішак · a6 чорний пішак · g6 чорний пішак · c5 білий пішак · d5 чорний пішак · g5 білий пішак · a4 білий кружок · f4 білий пішак · a3 білий кружок · c3 білий король · a2 білий пішак | d7 чорний король · f7 чорний пішак · a6 чорний пішак · g6 чорний пішак · c5 білий пішак · d5 чорний пішак · g5 білий пішак · a4 білий кружок · f4 білий пішак · a3 білий кружок · c3 білий король · a2 білий пішак | d7 чорний король · f7 чорний пішак · a6 чорний пішак · g6 чорний пішак · c5 білий пішак · d5 чорний пішак · g5 білий пішак · a4 білий кружок · f4 білий пішак · a3 білий кружок · c3 білий король · a2 білий пішак | d7 чорний король · f7 чорний пішак · a6 чорний пішак · g6 чорний пішак · c5 білий пішак · d5 чорний пішак · g5 білий пішак · a4 білий кружок · f4 білий пішак · a3 білий кружок · c3 білий король · a2 білий пішак | d7 чорний король · f7 чорний пішак · a6 чорний пішак · g6 чорний пішак · c5 білий пішак · d5 чорний пішак · g5 білий пішак · a4 білий кружок · f4 білий пішак · a3 білий кружок · c3 білий король · a2 білий пішак | d7 чорний король · f7 чорний пішак · a6 чорний пішак · g6 чорний пішак · c5 білий пішак · d5 чорний пішак · g5 білий пішак · a4 білий кружок · f4 білий пішак · a3 білий кружок · c3 білий король · a2 білий пішак | 7 |
| 6 | d7 чорний король · f7 чорний пішак · a6 чорний пішак · g6 чорний пішак · c5 білий пішак · d5 чорний пішак · g5 білий пішак · a4 білий кружок · f4 білий пішак · a3 білий кружок · c3 білий король · a2 білий пішак | d7 чорний король · f7 чорний пішак · a6 чорний пішак · g6 чорний пішак · c5 білий пішак · d5 чорний пішак · g5 білий пішак · a4 білий кружок · f4 білий пішак · a3 білий кружок · c3 білий король · a2 білий пішак | d7 чорний король · f7 чорний пішак · a6 чорний пішак · g6 чорний пішак · c5 білий пішак · d5 чорний пішак · g5 білий пішак · a4 білий кружок · f4 білий пішак · a3 білий кружок · c3 білий король · a2 білий пішак | d7 чорний король · f7 чорний пішак · a6 чорний пішак · g6 чорний пішак · c5 білий пішак · d5 чорний пішак · g5 білий пішак · a4 білий кружок · f4 білий пішак · a3 білий кружок · c3 білий король · a2 білий пішак | d7 чорний король · f7 чорний пішак · a6 чорний пішак · g6 чорний пішак · c5 білий пішак · d5 чорний пішак · g5 білий пішак · a4 білий кружок · f4 білий пішак · a3 білий кружок · c3 білий король · a2 білий пішак | d7 чорний король · f7 чорний пішак · a6 чорний пішак · g6 чорний пішак · c5 білий пішак · d5 чорний пішак · g5 білий пішак · a4 білий кружок · f4 білий пішак · a3 білий кружок · c3 білий король · a2 білий пішак | d7 чорний король · f7 чорний пішак · a6 чорний пішак · g6 чорний пішак · c5 білий пішак · d5 чорний пішак · g5 білий пішак · a4 білий кружок · f4 білий пішак · a3 білий кружок · c3 білий король · a2 білий пішак | d7 чорний король · f7 чорний пішак · a6 чорний пішак · g6 чорний пішак · c5 білий пішак · d5 чорний пішак · g5 білий пішак · a4 білий кружок · f4 білий пішак · a3 білий кружок · c3 білий король · a2 білий пішак | 6 |
| 5 | d7 чорний король · f7 чорний пішак · a6 чорний пішак · g6 чорний пішак · c5 білий пішак · d5 чорний пішак · g5 білий пішак · a4 білий кружок · f4 білий пішак · a3 білий кружок · c3 білий король · a2 білий пішак | d7 чорний король · f7 чорний пішак · a6 чорний пішак · g6 чорний пішак · c5 білий пішак · d5 чорний пішак · g5 білий пішак · a4 білий кружок · f4 білий пішак · a3 білий кружок · c3 білий король · a2 білий пішак | d7 чорний король · f7 чорний пішак · a6 чорний пішак · g6 чорний пішак · c5 білий пішак · d5 чорний пішак · g5 білий пішак · a4 білий кружок · f4 білий пішак · a3 білий кружок · c3 білий король · a2 білий пішак | d7 чорний король · f7 чорний пішак · a6 чорний пішак · g6 чорний пішак · c5 білий пішак · d5 чорний пішак · g5 білий пішак · a4 білий кружок · f4 білий пішак · a3 білий кружок · c3 білий король · a2 білий пішак | d7 чорний король · f7 чорний пішак · a6 чорний пішак · g6 чорний пішак · c5 білий пішак · d5 чорний пішак · g5 білий пішак · a4 білий кружок · f4 білий пішак · a3 білий кружок · c3 білий король · a2 білий пішак | d7 чорний король · f7 чорний пішак · a6 чорний пішак · g6 чорний пішак · c5 білий пішак · d5 чорний пішак · g5 білий пішак · a4 білий кружок · f4 білий пішак · a3 білий кружок · c3 білий король · a2 білий пішак | d7 чорний король · f7 чорний пішак · a6 чорний пішак · g6 чорний пішак · c5 білий пішак · d5 чорний пішак · g5 білий пішак · a4 білий кружок · f4 білий пішак · a3 білий кружок · c3 білий король · a2 білий пішак | d7 чорний король · f7 чорний пішак · a6 чорний пішак · g6 чорний пішак · c5 білий пішак · d5 чорний пішак · g5 білий пішак · a4 білий кружок · f4 білий пішак · a3 білий кружок · c3 білий король · a2 білий пішак | 5 |
| 4 | d7 чорний король · f7 чорний пішак · a6 чорний пішак · g6 чорний пішак · c5 білий пішак · d5 чорний пішак · g5 білий пішак · a4 білий кружок · f4 білий пішак · a3 білий кружок · c3 білий король · a2 білий пішак | d7 чорний король · f7 чорний пішак · a6 чорний пішак · g6 чорний пішак · c5 білий пішак · d5 чорний пішак · g5 білий пішак · a4 білий кружок · f4 білий пішак · a3 білий кружок · c3 білий король · a2 білий пішак | d7 чорний король · f7 чорний пішак · a6 чорний пішак · g6 чорний пішак · c5 білий пішак · d5 чорний пішак · g5 білий пішак · a4 білий кружок · f4 білий пішак · a3 білий кружок · c3 білий король · a2 білий пішак | d7 чорний король · f7 чорний пішак · a6 чорний пішак · g6 чорний пішак · c5 білий пішак · d5 чорний пішак · g5 білий пішак · a4 білий кружок · f4 білий пішак · a3 білий кружок · c3 білий король · a2 білий пішак | d7 чорний король · f7 чорний пішак · a6 чорний пішак · g6 чорний пішак · c5 білий пішак · d5 чорний пішак · g5 білий пішак · a4 білий кружок · f4 білий пішак · a3 білий кружок · c3 білий король · a2 білий пішак | d7 чорний король · f7 чорний пішак · a6 чорний пішак · g6 чорний пішак · c5 білий пішак · d5 чорний пішак · g5 білий пішак · a4 білий кружок · f4 білий пішак · a3 білий кружок · c3 білий король · a2 білий пішак | d7 чорний король · f7 чорний пішак · a6 чорний пішак · g6 чорний пішак · c5 білий пішак · d5 чорний пішак · g5 білий пішак · a4 білий кружок · f4 білий пішак · a3 білий кружок · c3 білий король · a2 білий пішак | d7 чорний король · f7 чорний пішак · a6 чорний пішак · g6 чорний пішак · c5 білий пішак · d5 чорний пішак · g5 білий пішак · a4 білий кружок · f4 білий пішак · a3 білий кружок · c3 білий король · a2 білий пішак | 4 |
| 3 | d7 чорний король · f7 чорний пішак · a6 чорний пішак · g6 чорний пішак · c5 білий пішак · d5 чорний пішак · g5 білий пішак · a4 білий кружок · f4 білий пішак · a3 білий кружок · c3 білий король · a2 білий пішак | d7 чорний король · f7 чорний пішак · a6 чорний пішак · g6 чорний пішак · c5 білий пішак · d5 чорний пішак · g5 білий пішак · a4 білий кружок · f4 білий пішак · a3 білий кружок · c3 білий король · a2 білий пішак | d7 чорний король · f7 чорний пішак · a6 чорний пішак · g6 чорний пішак · c5 білий пішак · d5 чорний пішак · g5 білий пішак · a4 білий кружок · f4 білий пішак · a3 білий кружок · c3 білий король · a2 білий пішак | d7 чорний король · f7 чорний пішак · a6 чорний пішак · g6 чорний пішак · c5 білий пішак · d5 чорний пішак · g5 білий пішак · a4 білий кружок · f4 білий пішак · a3 білий кружок · c3 білий король · a2 білий пішак | d7 чорний король · f7 чорний пішак · a6 чорний пішак · g6 чорний пішак · c5 білий пішак · d5 чорний пішак · g5 білий пішак · a4 білий кружок · f4 білий пішак · a3 білий кружок · c3 білий король · a2 білий пішак | d7 чорний король · f7 чорний пішак · a6 чорний пішак · g6 чорний пішак · c5 білий пішак · d5 чорний пішак · g5 білий пішак · a4 білий кружок · f4 білий пішак · a3 білий кружок · c3 білий король · a2 білий пішак | d7 чорний король · f7 чорний пішак · a6 чорний пішак · g6 чорний пішак · c5 білий пішак · d5 чорний пішак · g5 білий пішак · a4 білий кружок · f4 білий пішак · a3 білий кружок · c3 білий король · a2 білий пішак | d7 чорний король · f7 чорний пішак · a6 чорний пішак · g6 чорний пішак · c5 білий пішак · d5 чорний пішак · g5 білий пішак · a4 білий кружок · f4 білий пішак · a3 білий кружок · c3 білий король · a2 білий пішак | 3 |
| 2 | d7 чорний король · f7 чорний пішак · a6 чорний пішак · g6 чорний пішак · c5 білий пішак · d5 чорний пішак · g5 білий пішак · a4 білий кружок · f4 білий пішак · a3 білий кружок · c3 білий король · a2 білий пішак | d7 чорний король · f7 чорний пішак · a6 чорний пішак · g6 чорний пішак · c5 білий пішак · d5 чорний пішак · g5 білий пішак · a4 білий кружок · f4 білий пішак · a3 білий кружок · c3 білий король · a2 білий пішак | d7 чорний король · f7 чорний пішак · a6 чорний пішак · g6 чорний пішак · c5 білий пішак · d5 чорний пішак · g5 білий пішак · a4 білий кружок · f4 білий пішак · a3 білий кружок · c3 білий король · a2 білий пішак | d7 чорний король · f7 чорний пішак · a6 чорний пішак · g6 чорний пішак · c5 білий пішак · d5 чорний пішак · g5 білий пішак · a4 білий кружок · f4 білий пішак · a3 білий кружок · c3 білий король · a2 білий пішак | d7 чорний король · f7 чорний пішак · a6 чорний пішак · g6 чорний пішак · c5 білий пішак · d5 чорний пішак · g5 білий пішак · a4 білий кружок · f4 білий пішак · a3 білий кружок · c3 білий король · a2 білий пішак | d7 чорний король · f7 чорний пішак · a6 чорний пішак · g6 чорний пішак · c5 білий пішак · d5 чорний пішак · g5 білий пішак · a4 білий кружок · f4 білий пішак · a3 білий кружок · c3 білий король · a2 білий пішак | d7 чорний король · f7 чорний пішак · a6 чорний пішак · g6 чорний пішак · c5 білий пішак · d5 чорний пішак · g5 білий пішак · a4 білий кружок · f4 білий пішак · a3 білий кружок · c3 білий король · a2 білий пішак | d7 чорний король · f7 чорний пішак · a6 чорний пішак · g6 чорний пішак · c5 білий пішак · d5 чорний пішак · g5 білий пішак · a4 білий кружок · f4 білий пішак · a3 білий кружок · c3 білий король · a2 білий пішак | 2 |
| 1 | d7 чорний король · f7 чорний пішак · a6 чорний пішак · g6 чорний пішак · c5 білий пішак · d5 чорний пішак · g5 білий пішак · a4 білий кружок · f4 білий пішак · a3 білий кружок · c3 білий король · a2 білий пішак | d7 чорний король · f7 чорний пішак · a6 чорний пішак · g6 чорний пішак · c5 білий пішак · d5 чорний пішак · g5 білий пішак · a4 білий кружок · f4 білий пішак · a3 білий кружок · c3 білий король · a2 білий пішак | d7 чорний король · f7 чорний пішак · a6 чорний пішак · g6 чорний пішак · c5 білий пішак · d5 чорний пішак · g5 білий пішак · a4 білий кружок · f4 білий пішак · a3 білий кружок · c3 білий король · a2 білий пішак | d7 чорний король · f7 чорний пішак · a6 чорний пішак · g6 чорний пішак · c5 білий пішак · d5 чорний пішак · g5 білий пішак · a4 білий кружок · f4 білий пішак · a3 білий кружок · c3 білий король · a2 білий пішак | d7 чорний король · f7 чорний пішак · a6 чорний пішак · g6 чорний пішак · c5 білий пішак · d5 чорний пішак · g5 білий пішак · a4 білий кружок · f4 білий пішак · a3 білий кружок · c3 білий король · a2 білий пішак | d7 чорний король · f7 чорний пішак · a6 чорний пішак · g6 чорний пішак · c5 білий пішак · d5 чорний пішак · g5 білий пішак · a4 білий кружок · f4 білий пішак · a3 білий кружок · c3 білий король · a2 білий пішак | d7 чорний король · f7 чорний пішак · a6 чорний пішак · g6 чорний пішак · c5 білий пішак · d5 чорний пішак · g5 білий пішак · a4 білий кружок · f4 білий пішак · a3 білий кружок · c3 білий король · a2 білий пішак | d7 чорний король · f7 чорний пішак · a6 чорний пішак · g6 чорний пішак · c5 білий пішак · d5 чорний пішак · g5 білий пішак · a4 білий кружок · f4 білий пішак · a3 білий кружок · c3 білий король · a2 білий пішак | 1 |
|   | a | b | c | d | e | f | g | h |   |

Пішак може мати запасний темп, головним чином в ендшпілях де є тільки королі та пішаки. Це особливо характерно для пішака на другій горизонталі, звідки він може рухатись одразу на дві клітинки. Запасний хід пішака може допомогти виграти гру.
В цій грі 1986 року між Джоном Нанном та Клаусом Бішофом  чорні здались через те, що вони мусять віддати пішака на вертикалі d, тому що пішак білих на вертикалі а має запасний темп. Наприклад, 
39... Kc6
40. Kd4 a5
41. a4
або
39...Kc7
40. Kd4 Kc6
41. a3 a5
42. a4. 
В обох випадках чорні мусять покинути свого пішака на d5 (або спершу походити пішаком з f7 і втратити його). Білі можуть примусити потрапити чорних у цугцванг, через те що пішак на a2 може рухатись на одну або дві клітини .